# ويليام روبرتسون (لاعب كريكت بريطاني)
ويليام روبرتسون (5 سبتمبر 1879 في بيرو - 7 مايو 1950 في المملكة المتحدة) (بالإنجليزية: William Robertson)‏ هو لاعب كريكت بريطاني (وحمل سابقاً جنسية المملكة المتحدة لبريطانيا العظمى وأيرلندا). لعب مع نادي مقاطعة ميدلسكس للكريكت ‏ ونادي جامعة كامبريدج للكريكيت ‏.

## وصلات خارجية
- ويليام روبرتسون على موقع إي آس بي آن كريك إنفو (الإنجليزية)